# قلعة دنكه
قلعة دنكه هي موقع أثري يقع في الزاب الصغير في محافظة السليمانية في أقصى شمال شرق العراق. تجري عليه تنقيبات منذ عام 2016 بعد وجود جزء من لوح مسماري بالصدفة. ونتائج التنقيب تعرض سنويًا في التقارير الأولية ومنشورات التنقيب.
قلعة دنكة هي في الأساس بقايا مدينة آشورية حديثة تبلغ مساحتها حوالي 60 هكتارًا، الاسم القديم للمدينة غير معروف. كما عثر على بقايا سابقة تعود إلى العصر النحاسي في أماكن مختلفة من المدينة.
حجم المدينة وهيكلها معروفان جيدًا نسبيًا بسبب المسوحات المغناطيسية، تنتشر الآثار فوق تلة، يسميها المنقبون القلعة، والمدينة الواقعة الى الشمال، والمعروفة باسم المدينة السفلى، حفرت مساحات صغيرة في أماكن مختلفة بالمدينة، وكان أحد المباني التي ربما كانت ملكًا لمواطن ثري في المدينة به قاعة كبيرة، أرضيتها مرصوفة بالطوب، وعثر على بقايا جدار أسفل المنزل، مما يشير إلى المباني القديمة، تبع ذلك المرحلة التي بني فيها المنزل، وهناك قبور منتشرة في منطقة التنقيب.
تشمل الاكتشافات الموجودة في المدينة بشكل أساسي الخزف، ولكن كانت هناك أيضًا أختام أسطوانية تعود من الناحية الأسلوبية إلى النصف الأول من الألفية الأولى قبل الميلاد، بالإضافة إلى وجود العديد من رؤوس الأسهم الحديدية.

## معرض الصور

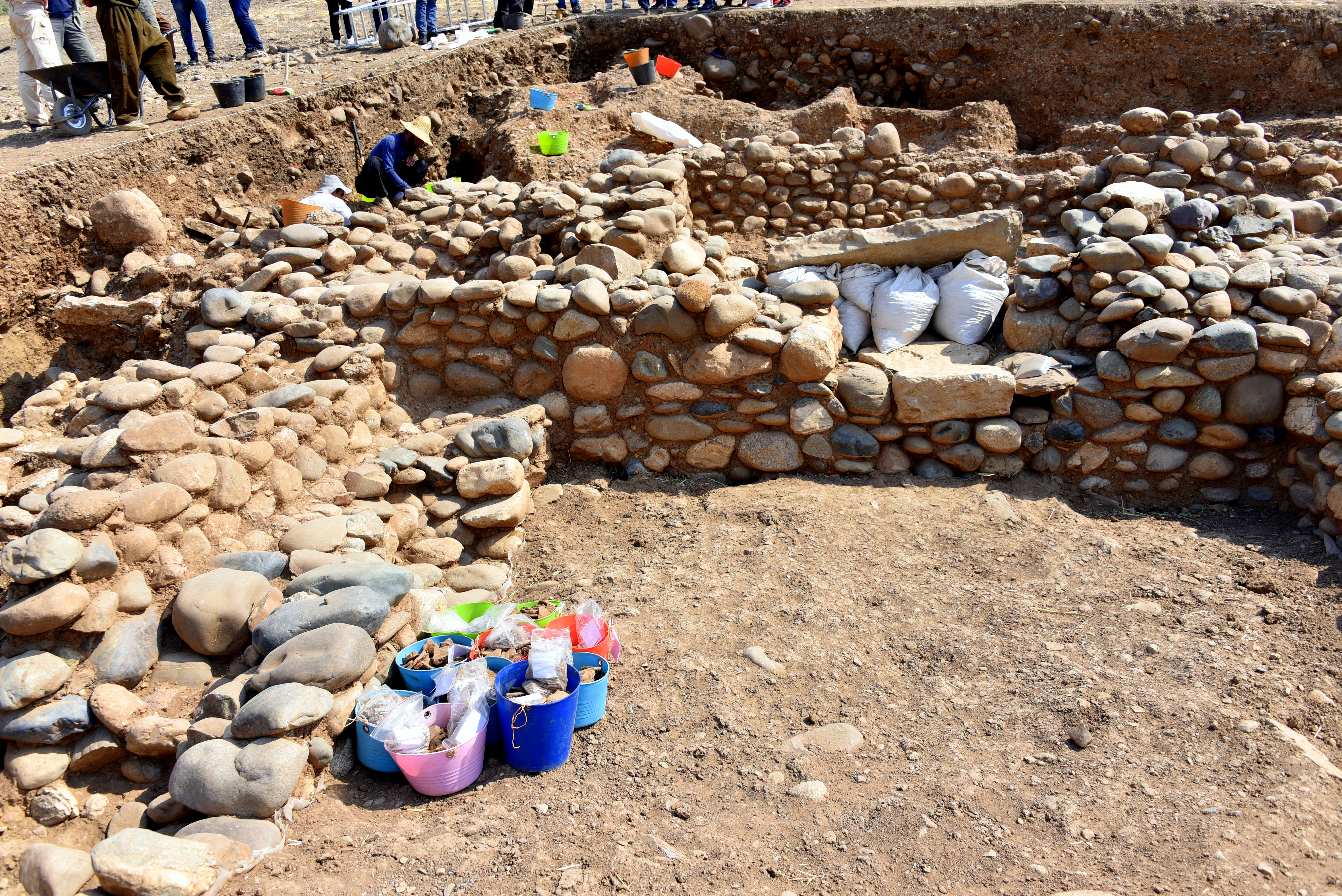
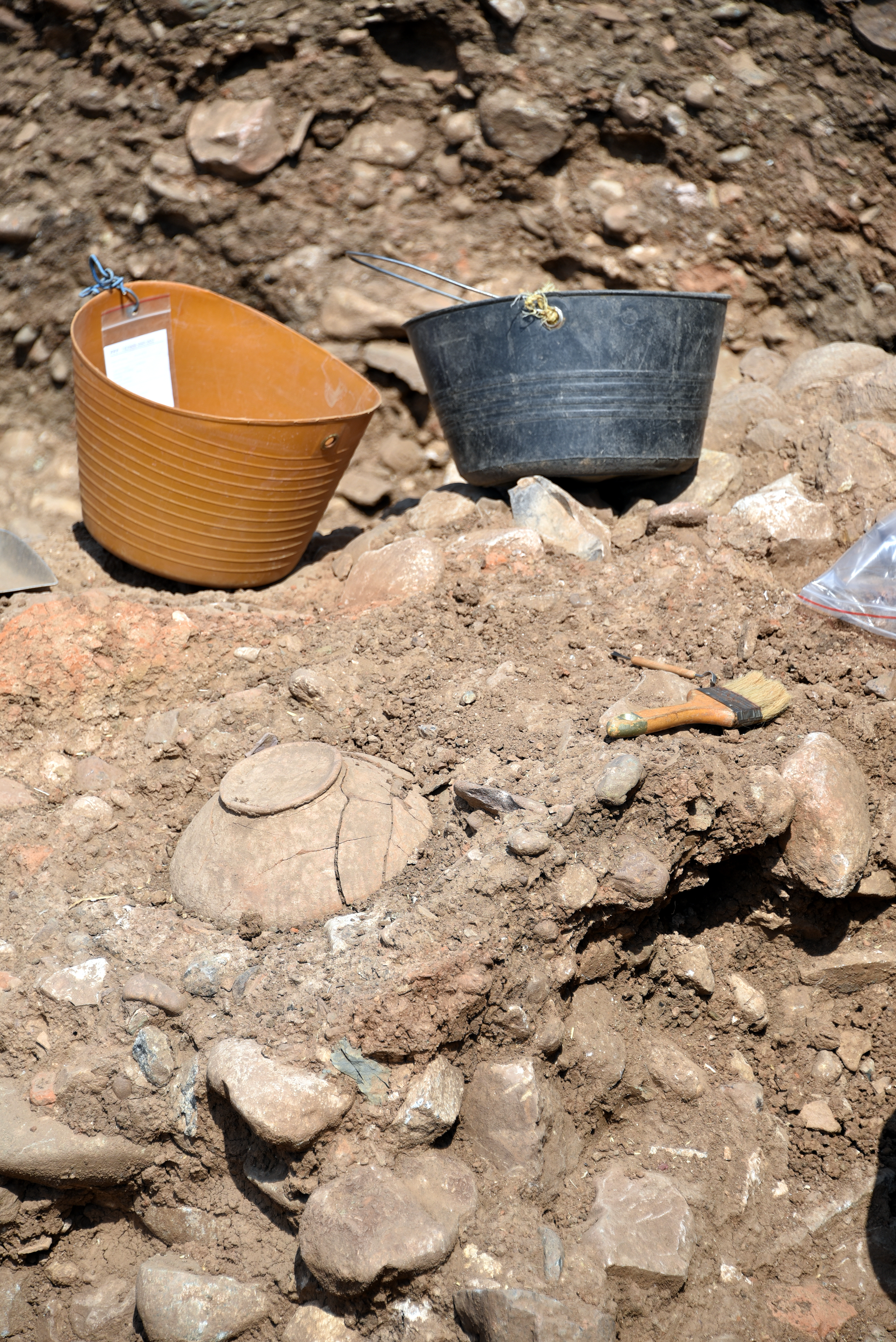
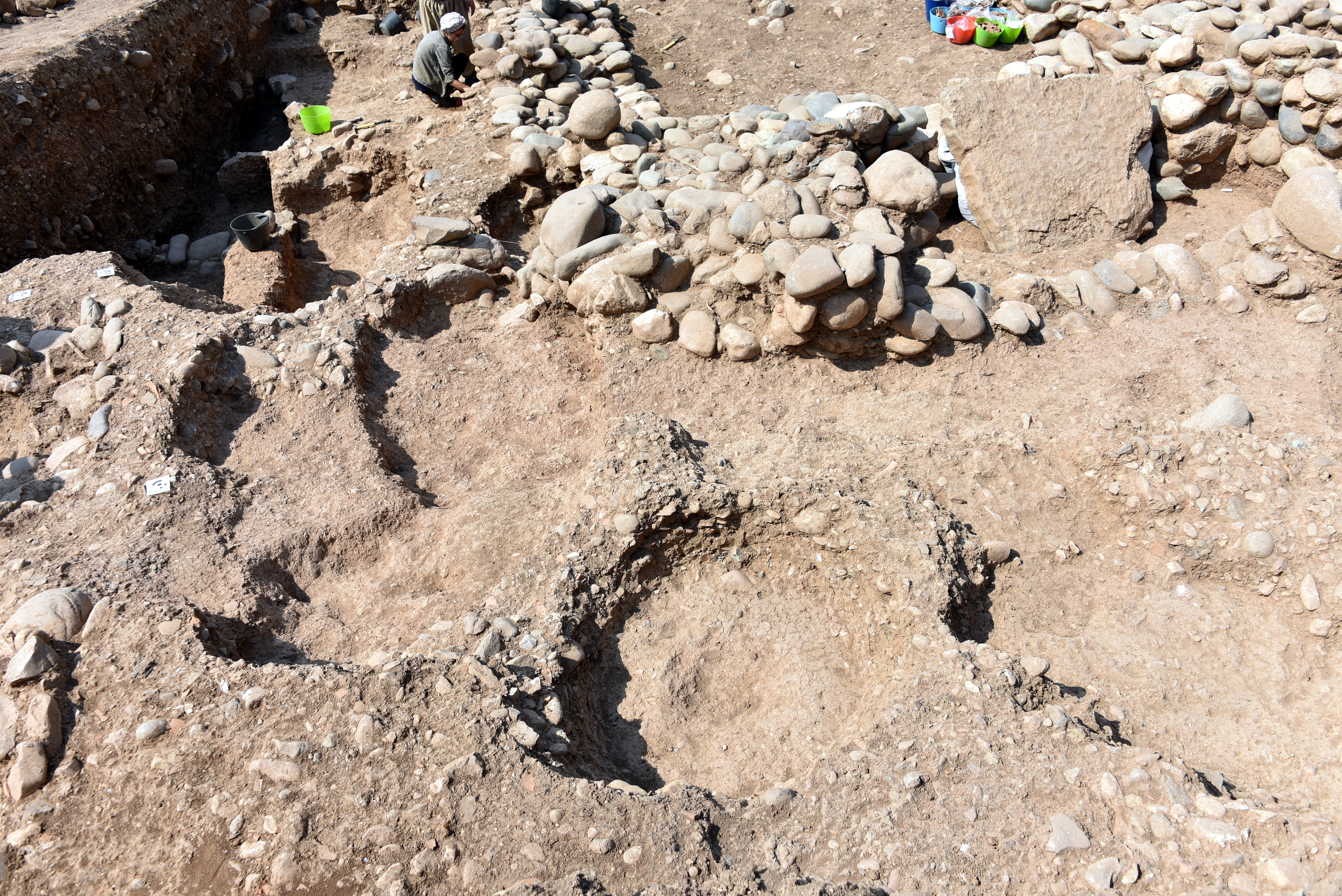
جزء من سطح أحد الأماكن الخارجية المجاورة.
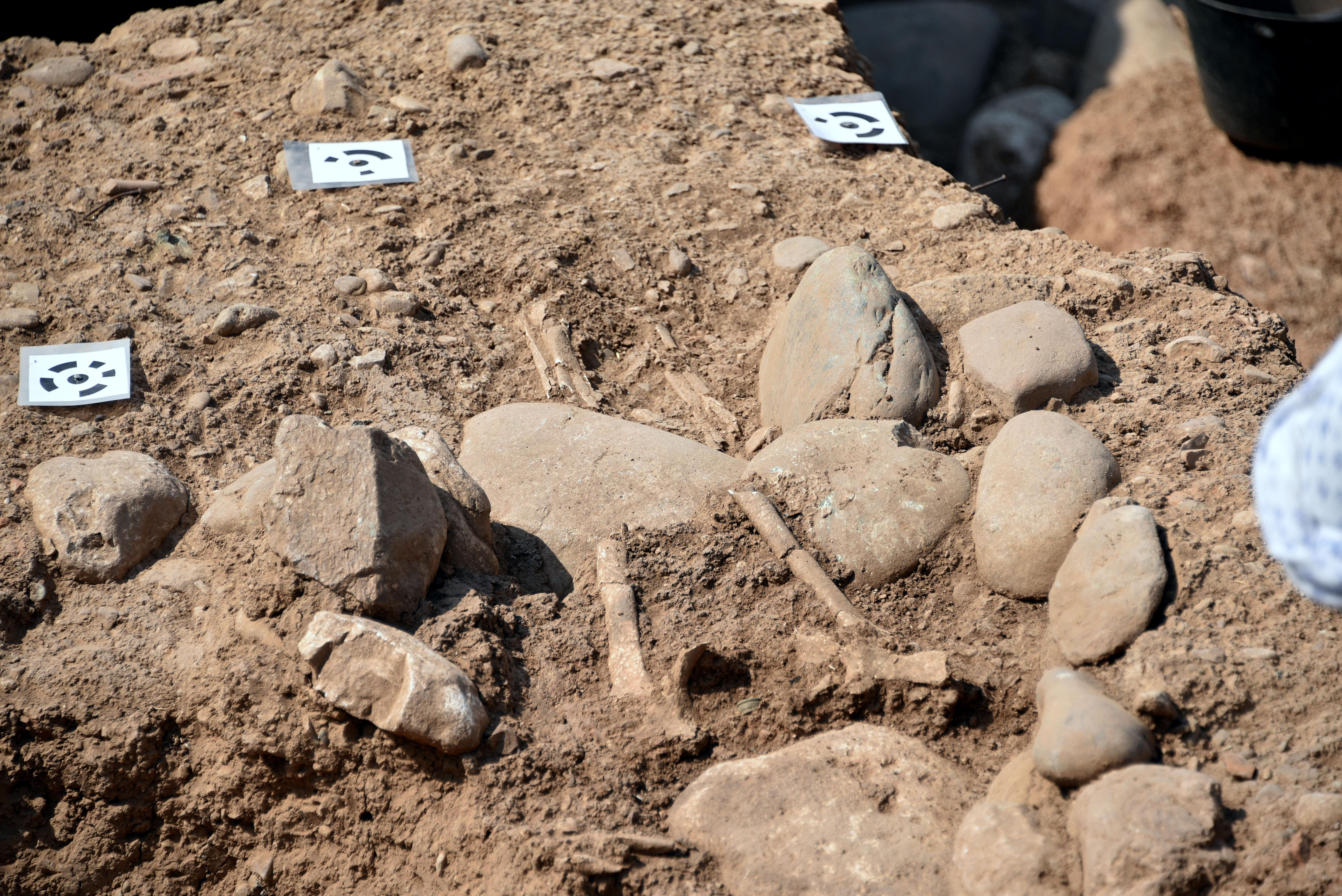
يظهر جزء من هيكل عظمي. القبر 103